# Тулинручей
Тулинручей — ручей в России, протекает по территории Оштинского сельского поселения Вытегорского района Вологодской области. Длина ручья — 10 км, площадь водосборного бассейна — 23 км².

## Физико-географическая характеристика
Ручей берёт начало из болота без названия и далее течёт преимущественно в северо-восточном направлении по заболоченной местности.
Устье ручья находится в 6,8 км по правому берегу Палручья, притока Вытегры, впадающей в Онежское озеро.
Населённые пункты на ручье отсутствуют.
Код объекта в государственном водном реестре — 01040100522302000017712.